# Brussels Short Film Festival
Le Brussels Short Film Festival (Festival du court-métrage de Bruxelles) ou BSFF est un festival de cinéma annuel belge consacré aux courts métrages, organisé par l'ASBL Un soir... Un grain dans la commune d'Ixelles et la ville de Bruxelles, en Belgique.
Durant une dizaine de jours, le BSFF programme plus de 300 courts métrages au sein de diverses catégories, ainsi que des rencontres destinées au public et aux professionnels.
Le Brussels Short Film Festival est un festival consacré aux courts métrages et se déroulant fin avril et début mai, chaque année depuis 1998, principalement à Ixelles mais également en partie à Bruxelles, en Belgique.
Le festival travaille avec des cinémas bruxellois tels que Flagey, Cinéma Vendôme, Cinéma Galeries. Certaines séances sont organisées en plein air au Mont des Arts.
Depuis sa première édition, en 1998, les objectifs du Brussels Short Film Festival sont pluriels et complémentaires :
- Offrir aux spectateurs des séances qui mêlent qualité, découverte, diversité et divertissement;
- Permettre au public le plus large possible de rencontrer ceux qui font le cinéma;
- Proposer aux jeunes spectateurs une éducation à l’image et la découverte d’un cinéma différent;
- Inciter de nouvelles collaborations entre professionnels;
- Participer à la diffusion et à la vente de courts métrages belges;
- Servir de piste de lancement aux réalisateurs, comédiens et techniciens de demain.

En plus de 20 ans, le Festival a accompagné de jeunes auteurs, comédiens à faire leurs premiers pas dans le 7ème Art mais a également été soutenu par des professionnels reconnus du cinéma dès la 1re édition. Au fil des ans, le Festival a eu le privilège d’accueillir, entre autres:Jaco Van Dormael, Bouli Lanners, Astrid Whettnall, Claude Barras, Marie Gillain, Ursula Meier, Yoann Blanc, Anaïs Demoustier, Anne Marivin, Swann Arlaud, Cécile de France, Jean-Paul Rouve, Nabil Ben Yadir, Frédéric Fonteyne, Luc Dardenne, Chantal Lauby, Wim Willaert, Benoît Delépine.

## Programmation
Les 300 films proposés se distinguent à travers plusieurs catégories:  
3 compétitions :
- Compétition internationale : Chaque année, près de 4000 films issus d’une centaine de pays s’inscrivent à la compétition internationale du BSFF. Finalement, ce sont 60 films venus du monde entier et proposant une variété de formes et de genres cinématographiques.
- Compétition nationale : La compétition nationale sélectionne chaque année une trentaine de films belges, tous genres confondus. Son objectif est de faire découvrir la production belge la plus récente et permettre aux réalisateurs de montrer leurs œuvres dans de bonnes conditions de projection: au public, aux professionnels belges, aux programmateurs/acheteurs étrangers.
- Next Generation : La compétition Next Generation présente chaque année une sélection de films réalisés par des étudiants en écoles de cinéma belges et internationales. Elle a pour but de servir de tremplin aux jeunes réalisateurs et de découvrir de futurs talents.

Depuis 2018, le court métrage ayant remporté le Grand Prix de la compétition internationale pourra être pré-sélectionné pour les Oscars dans la catégorie du meilleur court métrage de fiction/d'animation. Il en va de même pour le court métrage ayant remporté le Grand Prix de la compétition nationale à partir de l'édition 2019.

Hors compétition :
Près de 200 films hors compétition sont regroupés au sein de différentes sections, qui permettent aux spectateurs d’organiser leur venue au gré de leurs goûts personnels (European Short Film Audience Award, films primés aux Oscars, Très Courts, Courts mais trash, Nuit du Court, séances en plein air)

Le BSFF des professionnels :
Le BSFF s’est imposé dans le paysage culturel mondial comme événement  et est un rendez-vous international du court métrage pour les professionnels du circuit. Chaque année, le Festival accompagne les professionnels et futurs professionnels dans le développement et l’achèvement de leur projet par le biais de nombreuses rencontres leur étant spécialement dédiées et offrant des opportunités.

Activités pour la jeune génération:
Chaque année, un important volet du festival est dédié à la jeune génération, que ce soit en termes de programmation ou d’ateliers participatifs.

## Palmarès non exhaustif
Ci-dessous, une sélection de prix décernés au cours des différentes éditions du festival,,, :
- 2000 : Prix d'interprétation féminine décerné à Cécile de France pour Le Dernier Rêve d'Emmanuel Jespers
- 2001 : 
  - Grand Prix du festival décerné à Tous à table d'Ursula Meier
  - Prix Canal+ décerné à Muno de Bouli Lanners
- 2012 : Grand Prix national pour Le Cri du homard de Nicolas Guiot

### Palmarès 2019
- Grand Prix international pour Excess Will Save Us de Morgane Dziurla-Petit[6]
- Grand Prix national pour Provence de Kato De Boeck
- Grand Prix next generation pour AM CE CU d'Hannah Weissenborn
- Prix de la Fédération Wallonie-Bruxelles attribué à Matriochkas de Bérangère McNeese
- Prix d'Interprétation Féminine : pour Héloïse Volle dans Matriochkas de Bérangère McNeese
- Prix d'Interprétation Masculine : pour Yannick Renier dans Détours de Christopher Yates

### Palmarès 2020
- Grand Prix national pour Mélanie de Jacinta Agten[7]
- Grand Prix next generation pour Tête de linotte de Gaspar Chabaud

### Palmarès 2021
- Grand Prix international pour So we live de Rand Abou Fakher[8]
- Grand Prix national pour Titan de Valéry Carnoy
- Grand Prix next generation pour Ballast de Daniel Howlid

### Palmarès 2022
- Grand Prix international pour Cataracte de Faustine Crespy et Laetitia de Montalembert[9]
- Grand Prix national pour Amandine en vrai de Salomé Richard
- Grand Prix next generation pour OST d’Abhichoke Chandrasen